# زنان در ارتش استرالیا

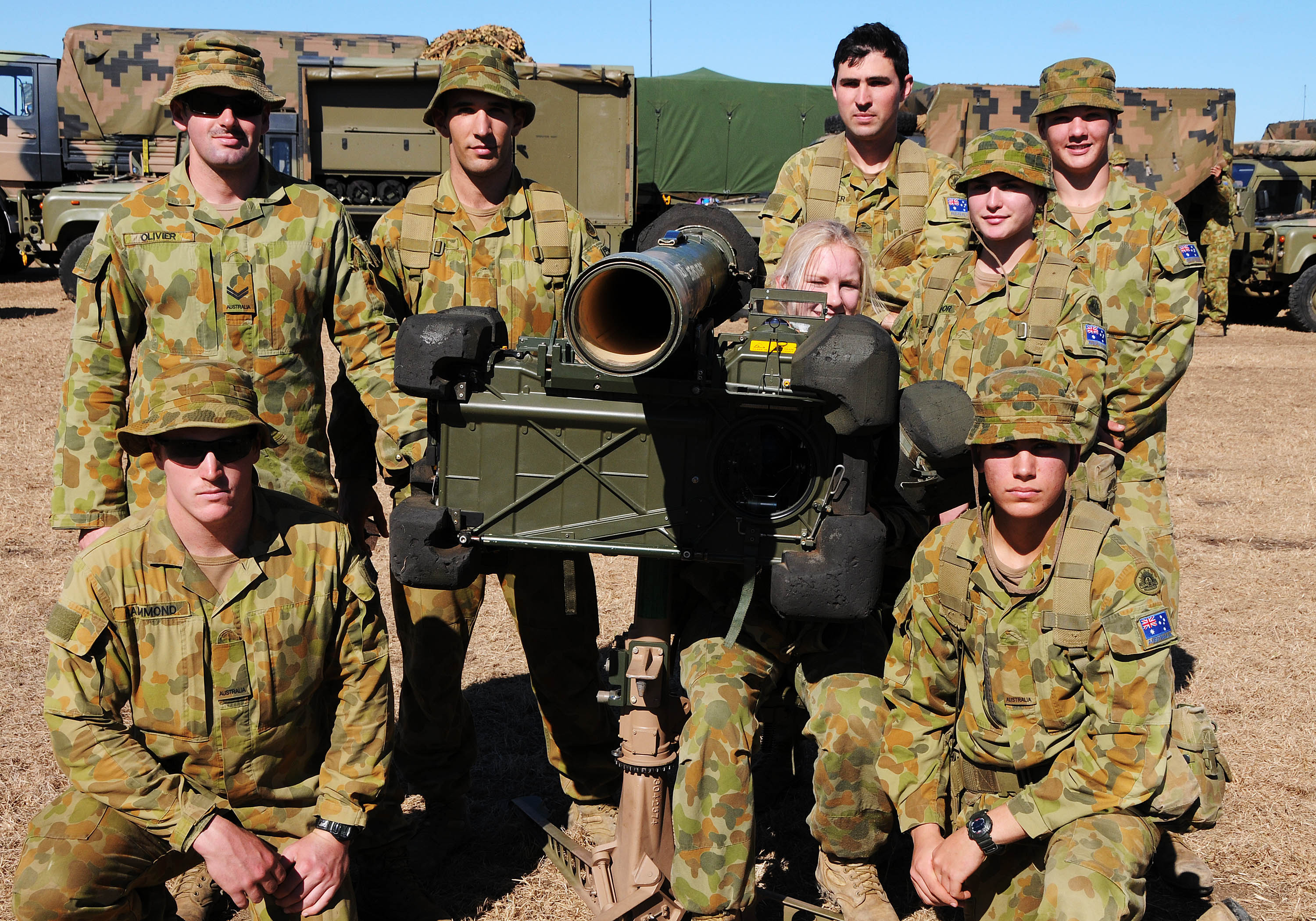
نگاره‌ٔ تعدادی از زنان در ارتش استرالیا (ردیف سمت راست) - ۲۰۱۱

زنان در ارتش استرالیا به نقش آنها در نیروهای رزمی این کشور می‌پردازد. زنان در حال حاضر ۱۹٫۲ درصد از نیروی کار ADF را تشکیل می‌دهند.  زنان از سال ۱۸۹۹ در نیروهای مسلح استرالیا خدمت کرده‌اند. تا قبل از جنگ جهانی دوم، نقش زنان به خدمات پرستاری ارتش استرالیا محدود می‌شدند. این نقش در سال‌های ۱۹۴۱ تا ۴۲ زمانی که نیروی دریایی سلطنتی استرالیا (RAN)، ارتش استرالیا و نیروی هوایی سلطنتی استرالیا شعبه‌های زن تأسیس کردند که در آن زنان طیف وسیعی از نقش‌های پشتیبانی را بر عهده گرفتند، گسترش یافت. در حالی که این سازمان‌ها در پایان جنگ منحل شدند، در سال ۱۹۵۰ به عنوان بخشی از ساختار دائمی ارتش دوباره تأسیس شدند. زنان در اواخر دهه ۱۹۷۰ و اوایل دهه ۱۹۸۰ در خدمات ادغام شدند، اما اجازه نداشتند برای نقش‌های رزمی درخواست دهند. در ژانویه ۲۰۱۳، زنان در حال خدمت مجاز به درخواست برای همه سمت‌ها در نیروی دفاعی استرالیا (ADF) بودند، به جز نیروهای ویژه که در ژانویه ۲۰۱۴ برای زنان باز شد. در ژانویه ۲۰۱۶، زنان غیرنظامی توانستند مستقیماً به همه سمت‌ها وارد شوند.